# Oncideres intermedia
Oncideres intermedia là một loài bọ cánh cứng trong họ Cerambycidae.